# Réserve spéciale de Dzanga-Sangha
La réserve spéciale de Dzanga-Sangha est une aire protégée de la République centrafricaine située au sud-ouest du pays.

## Géographie
Située aux abords du parc national Dzanga-Ndoki, elle s’étend sur les deux rives de la rivière  Sangha, et d’est en ouest de la frontière de la république du Congo jusqu’au Cameroun. 

## Statut
L’aire protégée est instaurée par la Loi 90.0180 du 29 décembre 1990 portant création d’une réserve spéciale de forêt dense à vocation multiple : la préservation des espèces animalières de forêt, la conservation des écosystèmes représentatifs de la région du Sud-Ouest, la satisfaction des besoins des populations locales selon les principes de conservation.

## Images

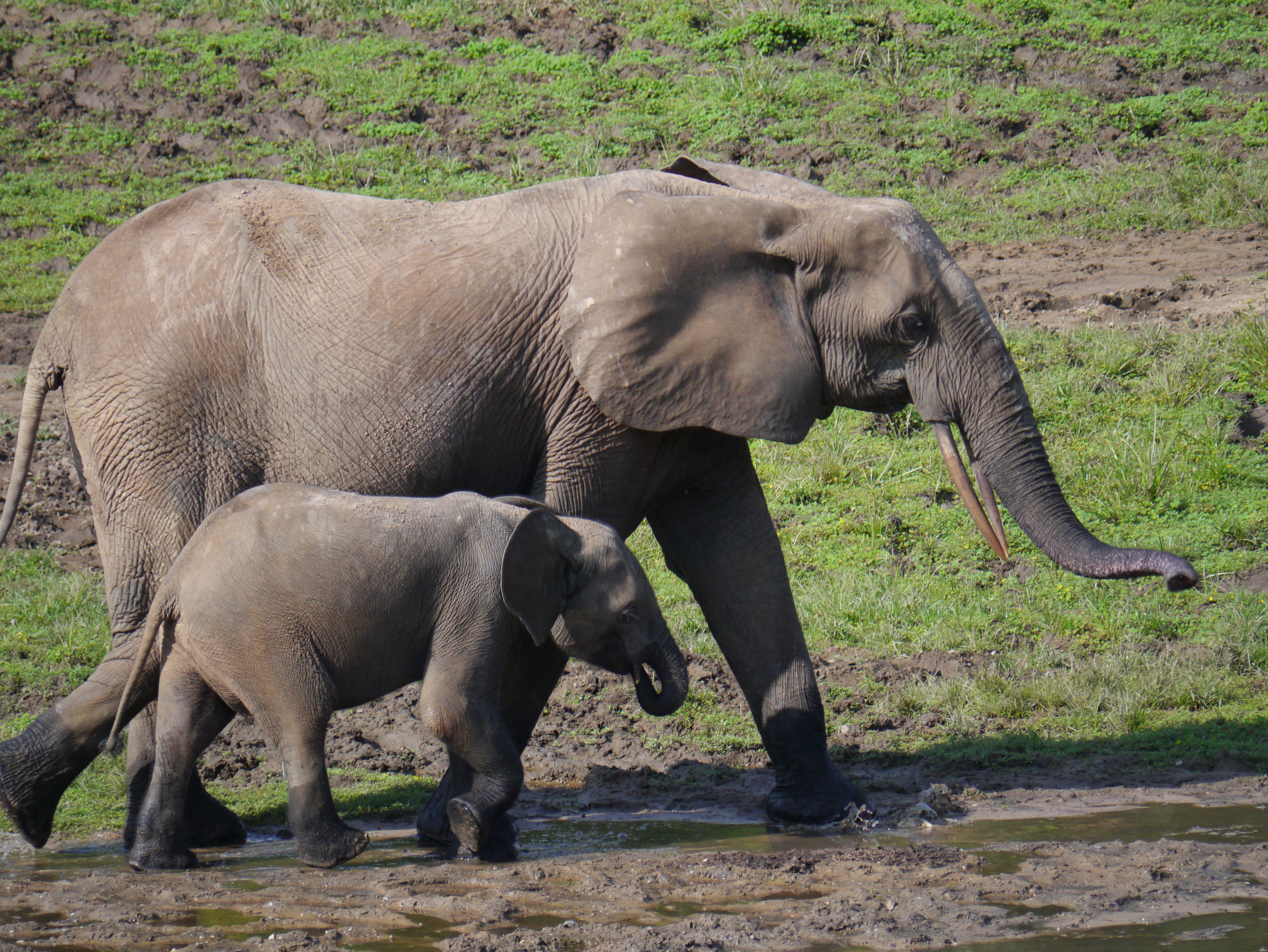
Eléphants d'Afrique.
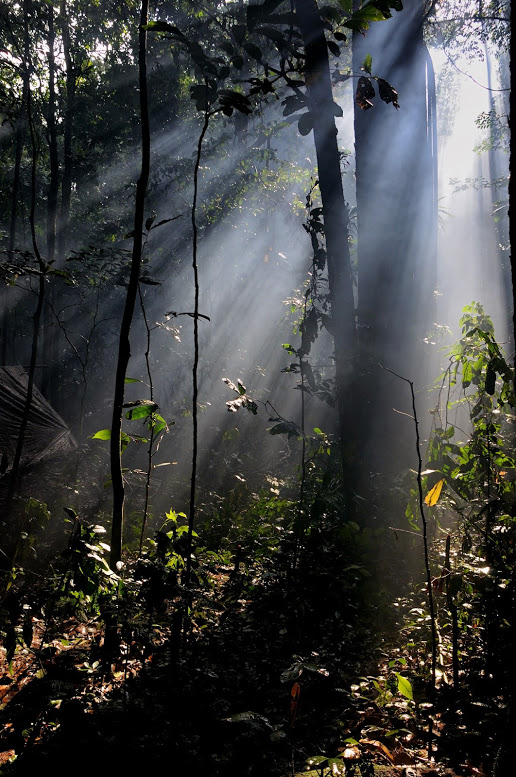
Forêt équatoriale.